# 2021-es mianmari puccs
2021. február 1-jén reggel egy puccs kezdődött Mianmarban, mikor az országot irányító, a demokratikusan megválasztott kormányzó pártot (Nemzeti Liga a Demokráciáért) elmozdította a hatalomból a Tatmadaw, Mianmar hadereje, mely ezután sztratokráciát épített ki. A Tatmadaw egyéves szükségállapotot hirdetett, és kijelentette, hogy a hatalmat Min Aung Hlaing, az ország katonai főparancsnoka vette magához. A 2020-as mianmari választás eredményét érvénytelennek nyilvánította, és kijelentette, hogy a szükségállapot végén új választásokat írnak ki, bár Mianmar lakosságának többsége meg volt elégedve a választások kimenetelével. A puccsra egy nappal azt megelőzően került sor, minthogy a mianmari parlamentben az újonnan megválasztott képviselők letették volna az esküt, így erre a beiktatásra nem került sor. Win Myint elnököt és Aun Szan Szu Kji államtanácsost, a minisztereket és a helyetteseiket, valamint a parlament tagjait bebörtönözték.
2021. február 3-án Win Myintet azzal vádolták meg, hogy megsértette a kampány előírásokat valamint a koronavírusos előírásokat. Aung San Suu Kyit a koronavírus miatt előírt szabályok megsértésével vádolták, mivel illegálisan importált és használt kommunikációs eszközöket, konkrétan hat ICOM eszközt kapott a biztonsági csoportjától, és volt nála egy walkie-talkie is, aminek a használata Mianmarban szigorúan szabályozott, és katonai hatóságok engedélye kell, mielőtt ilyet használna valaki. Mindketten két hétig maradtak őrizetben. Aung San Suu Kyit február 16-án a nemzeti katasztrófavédelmi törvény megsértése miatt ismét megvádolták. Ezeket a vádakat március 1-jén újabbak követték, melyek a kommunikációs törvények megsértéséről és tüntetés szításáról szóltak.
Március 27-ig legalább 120 embert megöltek a 2021-es mianmari tüntetéseken, melyeket a puccs ellen szerveztek, ugyanakkor több mint 1700 embert letartóztattak. 2021. márciusban az MLD három tagja meghalt a rendőri őrizetben.

## Előzmények
Mianmar, más néven Burma, egy olyan ország, melyet a Nagy-Britanniától való 1948-as függetlenedése óta szorongat a politikai instabilitás. 1958 és 1960 között a katonaság alakított ügyvivő kormányt U Nu, az ország demokratikusan megválasztott elnökének a vezetésével, hogy így oldják meg a politikai küzdelmeket. A katonaság az 1960-as burmai általános választások után önként visszaadta a hatalmat a polgári kormányzatnak. Kevesebb mint két évvel később a katonaság egy puccsal visszaszerezte a hatalmat, mely Ne Win vezetésével 26 éven át irányította az országot.
1988-ban országos tüntetés tört ki az országban. A 8888-as felkelés, mely egy polgári engedetlenség volt, a gazdasági irányítás hibáival együtt lemondásra késztette a vezető Ne Wint. 1988-ban a hadsereg felső vezetése létrehozta az Állami Rendvisszaállító Tanácsot (SLORC), mely akkor megszerezte a hatalmat. Aung San Suu Kyi, az ország modern megalapítójának, Aung Sannak a lánya híres demokratapárti aktivista lett ezalatt. 1990-ben a hadsereg megengedte, hogy szabad választásokat tartsanak, mert úgy gondolták, hogy a nép támogatja a hadsereget. Végül a választás Aung San Suu Kyi pártjának, a Nemzeti Liga a Demokráciáért a földcsuszamlás szerű győzelmével ért véget. A hadsereg megtagadta a hatalom átadását, és házi őrizetbe helyezte őt.
A hadsereg újabb 22 évig, 2011-ig hatalmon maradt, amit az ország 2008-as alkotmánya értelmében egy demokráciába vezető átmenet követtett. 2011 és 2015 között megkezdődött a kísérleti demokráciába történő átmenetel, melynek végén a 2015-ben tartott választásokat Aung San Suu Kyi pártja, a Nemzeti Liga a Demokráciáért nyerte meg. A hadsereg azonban jelentős hatalmi részeket tartott meg magának, melyek között ott volt, hogy ők nevezhették ki a parlament tagjainak a negyedét.
A 2021-es puccs a 2020. november 8-i általános választásokat követte, melyen az NLD a 476 képviselői helyből 396-ot megszerzett. Ezzel még nagyobb győzelmet arattak, mint a 2015-ös választásokon. A hadsereg proxi pártja, az Uniós Szolidaritás és Fejlődés Pártja csak 33 képviselői helyet szerzett
A hadsereg megkérdőjelezte az eredményeket, mert szerinte a szavazáskor csalások voltak. Már több napja szó volt arról, hogy puccskísérletet hajtanak végre, és olyan nyugati országok adtak hangot aggodalmaiknak, mint az Egyesült Királyság, Franciaország, az Amerikai Egyesült Államok vagy Ausztrália.

## Események
Az NLD szóvivője, Myo Nyunt azt mondta, hogy Aung San Suu Kyit, Win Myintet, Han Tha Myintet, és több más pártvezetőt már korán reggel rajtaütés fogadta. Nyunt hozzátette, hogy számít arra, hamarosan letartóztatják. Több kommunikációs csatorna is leállt. Ilyenek voltak a fővárosba, Nepjidába vezető telefonvonalak, a Mianmari Állami Televízió és Rádió pedig állítólagos „technikai problémák” miatt kényszerült leállni. Délután 15 óra körül országszerte elkezdett akadozni az internet szolgáltatás. A katonaság a „kill sqitch” technológia használatával megszüntette a mobiltelefonos elérhetőséget az országban. Eddig ezt az eljárást Kína és Rakhine állam ütköző zónáiban használták. A Mianmari Bankszövetség összes tagja felfüggesztette a pénzügyi tevékenységeket.
Körülbelül a parlament 400 megválasztott képviselőjét helyezték házi őrizetbe, akiket egy kormányzati háztömbben helyeztek el Nepjidában. A puccs után az NLD elintézte a képviselőknek, hogy február 6-án kiszabadulhattak. A közösségi média felhasználói arra buzdították a házi őrizetben lévő képviselőket, hogy ott tartsák meg a parlamenti ülést, mert a csoport megfelel az alkotmány szavazóképességi követelményének. Erre válaszul a hadsereg egy újabb határozatot adott ki, mely szerint a képviselőknek 24 órán belül el kell hagyniuk a vendégházakat. Február 4-én az MLD 70 képviselője letette a hivatali esküjét, amivel nyíltan ellenszegültek a puccsnak.
A puccs alatt több buddhista szerzetest is bebörtönöztek, akik a 2007-es sáfrány forradalmat vezették, többek között Myawaddy Sayadawot és Shwe Nyar War Sayadawot, akik kritizálták a hadsereget. A 8888 felkelés aktivista vezetőit, így például Mya Ayet is letartóztatták. Február 4-én a Politikai Foglyok Segítő Szervezete 133 hivatalnokot és törvényhozót és 14 polgári aktivistát azonosított, akiket a hadsereg a puccs miatt előzetesben tartott.
Katonákat láttak Nepjidában és a legnagyobb városban, Rangunban. A hadsereg ezután az általa ellenőrzött Myawaddy TV-n keresztül bejelentette, hogy egy évre átvette az ország feletti ellenőrzést. Myint Swe ügyvivő elnök egy olyan nyilatkozatot írt alá, mely szerint „minden törvényhozási, végrehajtási és igazságszolgáltatási hatalmat” Min Aung Hlaingnak adnak át. A Nemzeti Védelmi és Biztonsági Tanácsot összehívták, melyet Myint Swe ügyvivő elnök vezet, s melynek a tagjai a legmagasabb rangú katonai tisztviselők. Ezután a hadsereg egy olyan nyilatkozatot adott ki, mely szerint új választásokat tartanak, a hatalmat pedig csak azt követően adják vissza. A hadsereg bejelentette, hogy eltávolítja a 24 minisztert és a helyetteseket, helyükre pedig 11 fős kabinetet neveznek ki.

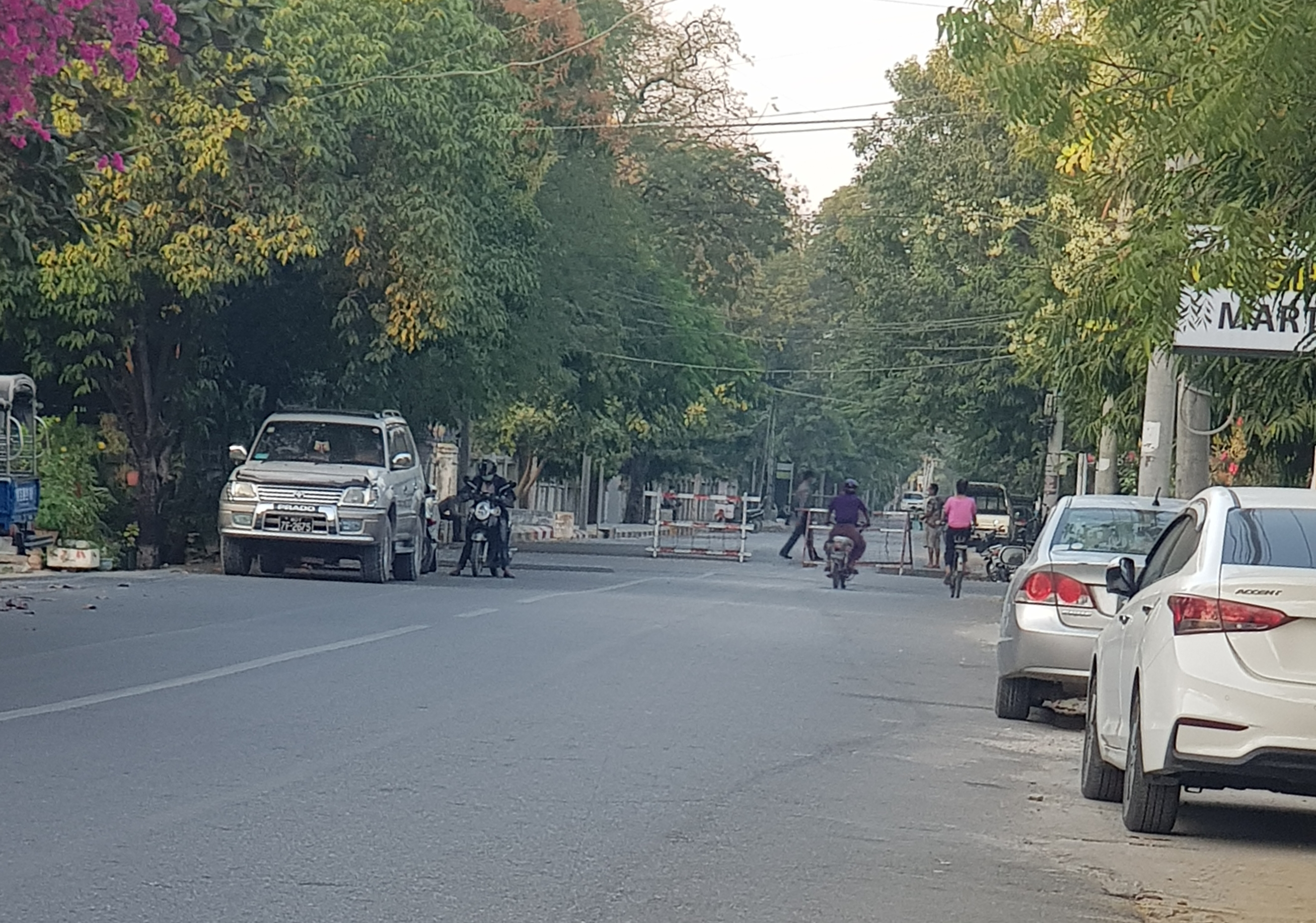
A Mandalaj Régió Kormányának Irodájához vezető út katonai úttorlasszal.

2021. február 2-án Min Aung Hlaing a 11 fős kormányzó testülettel megalakította az Állami Közigazgatási Tanácsot.
2021. február 3-án a mianmari rendőrség megvádolta Aung San Suu Kyit, mely szerint megsértette az exportról és importról szóló törvényt, mikor a biztonsági szolgálata számára kommunikációs eszközöket importált. Ezután fővárosi otthonában razziáztak. Az export és import törvény megsértéséért legfeljebb 3 év börtönt és/vagy pénzbüntetést lehet kiszabni. Legutóbb 2017-ben alkalmazták a törvényt, mikor egy újságíró drónt reptetett az Unió Gyűlése fölé. Eközben Win Myintet a nemzeti katasztrófavédelmi törvény megsértésével vádolták, mert 2020 szeptemberben zászlókat lengetett egy elhaladó NLD konvoj előtt, ezzel megszegte a Covid19-pandémia alatt érvényes választási szabályokat.
2021. február 6-án letartóztatták a polgári kormány ausztrál gazdasági tanácsadóját.
2021. február 8-án és 9-én a katonai kormányzat kijárási tilalommal kapcsolatos döntéseket hozott. Ezek szerint 20:00 óra és 04:00 óra között Rangunban és más nagyvárosokban nem lehet az utcára menni, illetve betiltották, hogy legalább 5 fő összegyűljön nyilvános helyeken.
2021. február 9-én megszállta a mianmari rendőrség az NLD ranguni központját. A mianmari katonai rezsim szétosztotta a kiberbiztonsági törvény tervezetét az internet szolgáltatók között, akiktől 2021. február 15-ig kérték az észrevételeket. A törvénytervezetet az IT szolgáltatók kritizálták, mert azzal, hogy az állampolgárokat digitális megfigyelés alá helyezi és jelentősen korlátozza a szólásszabadságot, sérti az emberi jogokat. A közösségi oldalak mianmari használói között elterjedt, hogy Kína építi ki a tűzfalat, ami miatt tüntetés indult a kínai nagykövetség előtt. Kína visszautasította a feltételezéseket, szerintük csak szóbeszédről van szó.
2021. február 10-én Kayah állam közszolgái tiltakoztak a puccs ellen, akik között ott voltak a rendőrök is. Ők megtagadták a parancsnokaik parancsát, hogy térjenek vissza dolgozni.
2021. február 12-én éjfélkor Mianmar hadserege és rendőrsége minisztereket, választási tisztviselőket, az NLD vezető tagjait, aktivistákat és volt tábornokokat tartóztatott le.
2021. február 15-én egy olyan poszt lett virális online, mely szerint az Információs Minisztérium nyomást gyakorolt a sajtóra, hogy az ne használja a „junta” és a „rezsim” szavakat. Ez volt az első kísérlet, hogy visszaszorítsák a sajtószabadságot. A katonai rezsim hét, jól ismert aktivista és influenszer ellen adott ki letartóztatási parancsot, akik között ott volt Min Ko Naing is. Ellenük az volt a vád, hogy hírességüket kihasználva olyan írásokat terjesztenek és olyan beszédeket tartanak, mely megzavarhatja a nemzeti békefolyamatokat.
2021. február 15-én több városba is páncélozott járműveket küldött, hogy így csitítsa le az országban folyó tüntetéseket. Országszerte több ezer tüntető követelte Aung San Suu Kyi szabadon engedését. Február 16-án, mivel a tüntetések folytatódtak, új vádat nyújtottak be Aung San Suu Kyi ellen, mely szerint megszegte az ország katasztrófavédelmi törvényét.
2021. február 17-én a katonaság további hat híresség ellen adott ki letartóztatási parancsot, akik arra buzdították az embereket, hogy csatlakozzanak a polgári engedetlenséghez.
2021. február 26-án Mianmarnak az ENSZ-hez delegált nagykövete, Kyaw Moe Tun elítélte, hogy a Tatmadaw puccsot hajtott végre. Másnap menesztették a posztjáról. Aznap a szabadúszó japán újságírót, Yuki Kitazumit is letartóztatták a mianmari tisztviselők Sanchaung rendőrségén, de pár órával később kiengedték, mert sikeresen azonosította magát riporterként.
2021. március 8-án az állami MRTV bejelentette, hogy az Információs Minisztérium a következő öt helyi csatornától megvonta az engedélyt: Mizzima, Myanmar Now, DVB, 7 Day News, és Khit Thit Media. A jelentés szerint az adott társaságok nem sugározhatnak semmilyen adást semmilyen technológia használatával.
2021. március 9-én az Egyesült Királyságól visszahívták az oda akkreditált nagykövetet, Kyaw Swar Mint, miután elítélte, hogy a Tatmadaw átvette a hatalmat.

## Motiváció
Az nem világos, miért hajtott végre puccsot a hadsereg. Látszólag a katonaság azon az állásponton volt, hogy a választási csalás veszélyezteti a nemzeti szuverenitást. Pár nappal a puccs előtt a polgári Uniós Választási Bizottság kategorikusan visszautasította a hadsereg választási csalásról szóló bejelentéseit, mert nem találták annak bizonyítékát, hogy 8.6 millió szabálytalan bejegyzés volt Mianmar 314 városában.
A puccs mögött az is meghúzódhatott, hogy a mianmari hadsereg meg akarta őrizni központi politikai szerepét. A védelmi szolgálatról szóló törvény szerint 65 évesen kötelezően nyugdíjba kell vonulnia a hadsereg főparancsnokának. Min Aung Hlaingnak, az éppen a posztot betöltőnek 65. születésnapján, 2021. júliusban le kellene mondania. Ezen felül az alkotmány a Nemzeti Védelmi és Biztonsági Tanáccsal való egyeztetés után csak az elnököt jogosítja fel, hogy kinevezze Min Aung Hlaing utódját. Így a polgári kormánynak lehetősége lett volna egy sokkal reform szemléletűbb katonai tisztviselőt kinevezni főparancsnoknak. Hlaing hatalomvesztése után a rohingya konfliktusban betöltött szerepe miatt szembe kellett volna néznie a törvényszékkel, ahol háborús bűncselekmények miatt kellett volna felelnie. Min Aung Hlaing arról is beszélt már, hogy nyugdíjba vonulása után civilként térne vissza a politikába.
Az Igazságot Mianmarnak aktivista csoport kiemelte Min Aung Hlaing és családja jelentős gazdasági érdekét is, mint a puccs mögött meghúzódó okot. Min Aung Hlaing két katonai konglomerátumot, a Mianmari Gazdasági Társaságot és a Mianma Gazdasági Holdingot is felügyelte,  miközben fiának, lányának és menyének jelentős gazdasági érdekeltségei voltak az országban.
Pár nappal a puccs előtt a Nemzetközi Valutaalap 350 millió USD gyorssegélyt szabadított fel a Mianmari Nemzeti Bank részére, hogy kezelni tudják a folyamatban lévő Covid19-pandémiát. A támogatásnak nem voltak feltételei, és nem volt visszafizetési kötelezettség sem. Azon aggodalmakkal kapcsolatban, hogy a  katonai vezetés helyesen használja-e fel az alapokat, az IMF egyik szóvivője azt mondta: „A kormánynak és minden bizonnyal az embereknek is az lenne az érdeke, hogy ezeket a pénzeket megfelelően használják fel.” Az IMF-nek nincs semmi kétsége a központi bank függetlenségével kapcsolatban, miután a hadsereg az egyik szövetségesét, Than Nyeint nevezte ki a bank kormányzójává.
A katonai junta egyik lobbistája szerint a junta szeretné javítani a kapcsolatait az Egyesült Államokkal, és szeretne eltávolodni Kínától, mert szerintük Aung San Suu Kyi alatt Mianmar túl közel került Kínához.

## Jogi alap
Jogi szakértők megkérdőjelezték a puccs jogi alapját, köztük Melissa Crouch is. A Bírák Nemzetközi Szövetsége azt találta, hogy a puccs alatt a hadsereg megsértette Mianmar alkotmányát, mert az általuk állított választási csalás alapján nem lehetett volna az alkotmánnyal összeegyeztethető szükségállapotot hirdetni. Ezen felül a bírák úgy találták, hogy a hadsereg cselekedete megsértette az alapvető „törvény hatalma” elvet is. Az NLD is elutasította, hogy lett volna jogi alapja a hadsereg hatalomátvételének.
A puccs bejelentésekor a hadsereg a 2008-as mianmari alkotmány 417. és 418. pontjára hivatkozott, mint a hatalom átvételének az alapja. Az alkotmány 417. szakasza alapján azonban csak a Védelmi és Biztonsági Bizottsággal való előzetes egyeztetés után csak a hivatalban lévő elnöknek van jogosultsága szükségállapotot hirdetni. A hivatalban lévő polgári elnök, Win Myint nem önként mondott le a hatalmáról, a szükségállapotot pedig alkotmányellenesen Myint Swe alelnök hirdette ki.
A szükségállapotról szóló nyilatkozat ezen kívül a törvényhozó, a végrehajtó és a bírói hatalmat is a főparancsnoknak adta át az alkotmány 418. szakasza alapján. A puccs idején az NDSC tagjainak fele polgári személy volt, köztük az ország elnöke és második alelnöke valamint az alsó és a felső ház elnökei, A hadsereg mindegyiküket letartóztatta. A katonaság szerint összehívták az NDSC-t, melyet Min Aung Hlaing vezetett, ahol az alkotmány 417. és 418. pontját léptették életbe. Ezt az ülést azonban a testület polgári tagjai nélkül tartották, és az nem világos, hogy a hadseregnek van-e joga alkotmányos alapon ülést tartani vagy az alelnökön keresztül szükségállapotot bevezetni, hisz ezt a jogot az alkotmány annak az elnöknek biztosította, aki nem önszántából hagyta el a posztját.
2021. március 23-án egy sajtótájékoztatón Nepjidában a Tatmadaw azzal védte meg a junta ismételt bevezetését, hogy az elüldözött Aung San Suu Kyi korrupt volt, és jelentősen visszaélt a hatalmával. Erre bizonyítékul Kyi egykori kollégájának, Phyo Min Theinnek a felvételét hozták, akit később szintén letartóztattak.

## Reakciók

### Belföldi

#### Tüntetések

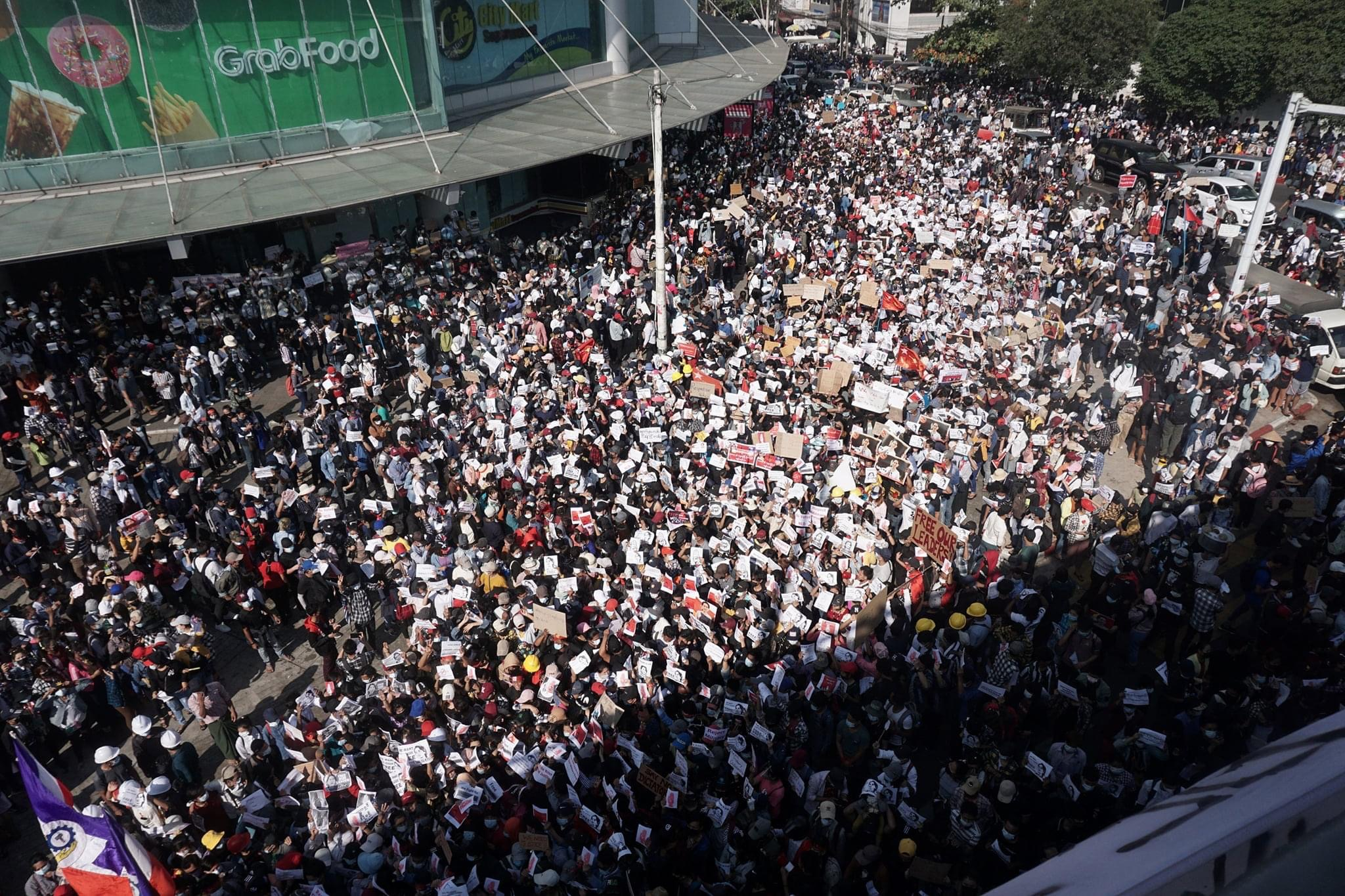
Több ezer tüntető vett részt egy hadsereg elleni tüntetésen Rangunban.

Az országban polgári ellenállási kezdeményezések alakultak ki, több formában is. Ezek között voltak polgári engedetlenség, munkabeszüntetések, a hadsereg bojkottálása, közterületi zajkeltés, piros kitűzős mozgalom, tömeges tüntetések illetve a megválasztott képviselők részéről a választási eredmények elismerése. Elterjedt tüntetési jelkép lett a három ujjas köszöntés, míg a netezők a Tej Tea Mozgalomhoz, egy ázsiai online demokráciapárti közösséghez csatlakoztak. A 8888-as felkelés himnuszaként elhíresült "Kabar Makyay Bu" (ကမ္ဘာမကျေဘူး) dalt tüntetési dalként a résztvevők felelevenítették.
A puccs kezdete óta az olyan nagyobb városokban mint Rangun, fazekakat és serpenyőket vertek össze, hogy elűzzék a rosszat, és ezzel fejezték ki minden este a véleményüket a puccsról.
Február 2-án az egészségügyi dolgozók és a közszolgák a puccs ellen országos polgári engedetlenségbe kezdtek, és több tucat állami tulajdonú vállalatnál és több kórházban sztrájkolni kezdtek. Egy "Civil Disobedience Movement" nevű tüntető Facebook-csoportnak 150.000 követője van, melyet a február 2-i indulása után 24 órában sikerült összegyűjtenie. Február 3-án több mint 110 kormányzati kórházban és egészségügyi intézményben voltak követői a mozgalomnak. A sztrájk a közszolgálat más ágaiba is áttevődött, megjelent uniós szintű minisztériumokban és egyetemeken is, átterjedt a magánszektorra is, ahol olyan ágazatokat érintett mint a rézbányák, megjelent tanulóknál és fiatalok csoportjainál is.
Február 3-án az egészségügyi dolgozók elindították a piros szalag mozgalmat (ဖဲကြိုးနီလှုပ်ရှားမှု), mert a piros szín kapcsolódik az NLD-hez. A piros szalagot a közszolgáltatásban és Mianmarban máshol dolgozók is átvették, így vált a hadsereg elleni ellenállás szimbólumává.

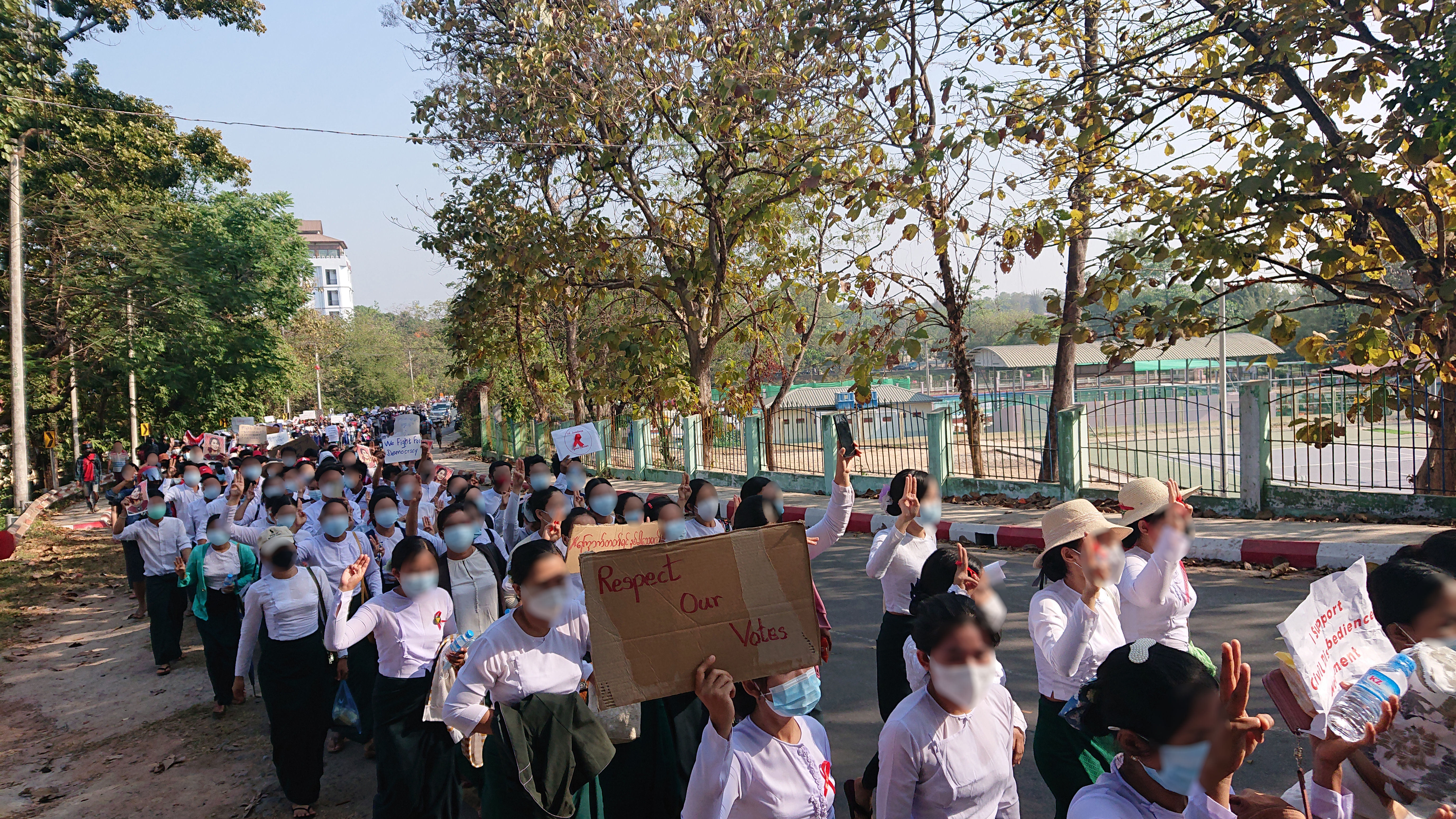
Tanárok tüntetnek Hpa-An-ban, Kayin állam központjában. (2021. február 9.)

Február 3-án indult útjára a „Ne vásárolj a junta cégjeitől” mozgalom, mely a mianmari hadsereghez kapcsolódó cégek áruinak és szolgáltatásainak a bojkottjára szólított fel. A célba vett termékek és szolgáltatások között olyan, a mianmari hadsereg számára fontos cégek szolgáltatásai vannak, mint a Mytel nemzeti telekommunikációs vállalat, a  Myanmar, a Mandalay, és Dagon sörök, több tea és kávémárka, a többek között Min Aung Hlaing alapította 7th Sense Creation, és több busztársaság.
Tömegtüntetések is voltak a puccs előre haladtával. Február 2-án 20 óra környékén több ranguni is egy rövid, 15 perces tüntetést tartott, melynek fő követelése a diktatúra elhajtása és Aung San Suu Kyi' szabadon engedése volt. Február 4-én 30 polgár tüntetett a puccs ellen a Mandalaji Orvosi Egyetemen, ahol ennek hatására 4 embert letartóztattak. Február 6-án Rangunban 20.000 tüntető vett részt egy utcai tüntetésen, ahol Aung San Suu Kyi kiszabadítását követelték. 14 szakszervezet dolgozói vettek részt a tüntetéseken. Tüntetések voltak február 6-án Mandalajban, Pyinmanaban és Nepjuida környékén is. A mandalaji felvonulás 13 órakor kezdődött. 16 órakor a rendőrségi fellépésre válaszul motorral indultak meg. A rendőrség 18 órára állította vissza a rendet. 2021. február 9-én a hadsereg erőszakkal vert le egy békés tüntetést, köztük egy 20 éves nőt, akit fejbe lőttek. Mandalajban nagyjából 100 tüntetőt vettek őrizetbe. Február 10-én a legtöbb letartóztatott mandalaji tüntetőt szabadon engedték.

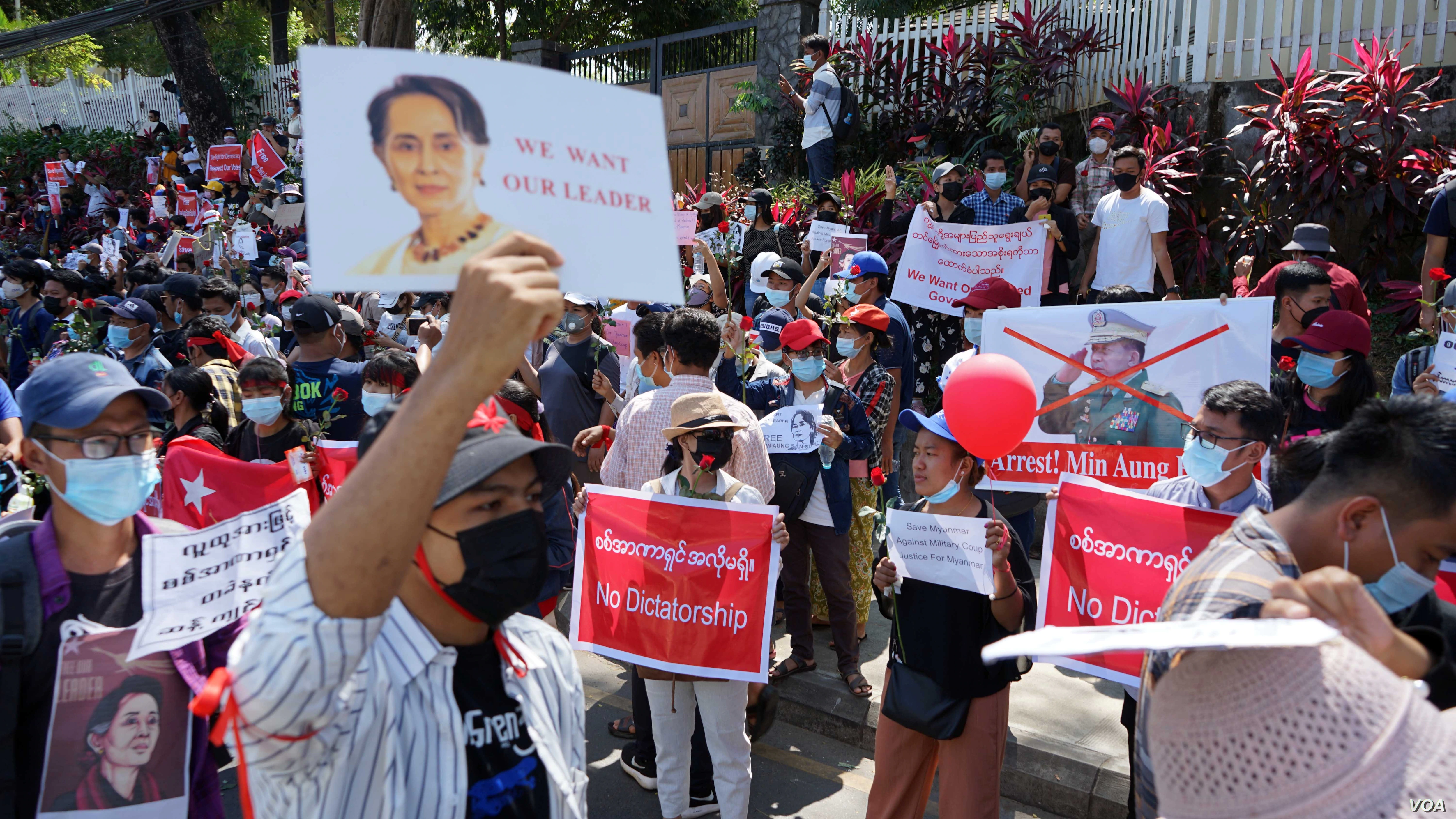
Tüntetők a bebörtönzött polgári vezető, Aung San Suu Kyi poszterét tartják a magasba.

Fiatalok úgy tüntettek az utcákon, hogy jelmezeket, szoknyákat, esküvői ruhákat és más, a hétköznap szokatlan viseleteket hordtak, miközben jelzőtáblákat és bannereket emeltek a magasba, melyek eltértek az országban megszokott tüntetői üzenetektől, ezzel is felhívva magukra a nemzeti és a nemzetközi média figyelmét.
Február 12-én a mianmari unió napján a junta olyan erővel verte le a tüntetéseket Mawlamyineben, hogy lövések is eldördültek. Lövések Kachin államban Myitkyinaban is eldördültek február 14-én, mikor a biztonsági erők összecsaptak a tüntetőkkel. Ezután öt újságírót tartóztattak le. Katonák csatlakoztak a rendőrökhöz, hogy Mandalajban gumilövedékekkel és csúzlival oszlassák fel a felvonulókat.

#### Aktivitás a közösségi médiákon és az internet betiltása
A Facebookot használták a polgári engedetlenségek közül a sztrájkok és az egyre bővülő bojkottok szervezésére. Február 4-én elrendelték, hogy a telefon hálózatok és az internet szolgáltatók február 7-ig blokkolják a Facebookot, hogy ezzel biztosítsák „az ország stabilitását”. Az állami kézben lévő MPT blokkolta a Facebook Messengert, az Instagramot és a WhatsAppot is, míg a Telenor Myanmar csak a Facebookot tette elérhetetlenné. A Facebook letiltása után a mianmari felhasználók átszoktak a Twitterre, ahol olyan hashtagek lettek népszerűek, mint a #RespectOurVotes, a #HearTheVoiceofMyanmar, és a #SaveMyanmar. Február 5-én a kormány kiterjesztette a közösségi hálózatok tiltását, melybe innentől beletartozott az Instagram és a Twitter is. Február 6-án a hatóságok országos szinten lekapcsolták az internetet. Február 14-én ismét szigorítottak az internethasználaton, mely 20 napon keresztül csak 1 és 9 óra között volt elérhető. Az emberek arra használták a közösségi hálózatokat, mint a Facebookot és a Twittert, hogy elérjék a nyilvánosságot és hogy fényképeket, videó felvételeket osszanak meg a hadsereg brutalitásáról a tüntetéseken.

#### Vallási válasz
Több buddhista kolostor és oktatási intézmény elítélte a puccsot, többek között a Masoyein és a Mahāgandhārāma kolostorok. A Sitagu Nemzetközi Buddhista Akadémia szintén nyilvánosságra hozott egy közleményt, melyben könyörögnek, hogy ne tegyenek olyan cselekedeteket, melyek ellent mondanak a darmának. A buddhista saṅgha mellett a helyi katolikus klérus és a szerzetesek is hasonlóan hangot adtak annak, hogy ellenzik a katonai hatalomátvételt.
Ahogy a terjedő tüntetésekre adott válaszok elkezdtek egyre véresebbek lenni, a Shwekyin Nikāya, Mianmar második legnagyobb szerzetesi közössége azt akarta elérni, hogy Min Aung Hlaing azonnal szüntesse be a fegyvertelen emberek elleni támadásokart, ezzel is megelőzve a rablásokat és az ingatlanokat érintő rombolásokat. Vezető szerzeteseik, így a hadsereggel baráti kapcsolatokat ápoló Ñāṇissara Bhikkhu is arra emlékeztette a tábornokot, hogy legyen jó buddhista, melynek az alapja az öt fogadalom megtartása, mely alapfeltétele az emberként való újjászületésnek.

#### Kereskedelmi reakciók
Thaiföld legnagyobb ipari ingatlanfejlesztője, az Amata félbehagyott egy 1 milliárd USD-s ipari parkos fejlesztést Rangunban, miután az építkezéseket 2020. decemberben kezdték el. A Suzuki Motor, Mianmar legnagyobb autógyára és több más összeszerelő leállította a gyártást a puccs előre haladtával. A Ranguni Értéktőzsde február 1. óta leállította a kereskedést. Mianmar ingatlanpiaca a puccs hatására összeomlott, az értékesítések és a vásárlások majdnem 100%-ot estek vissza. Február 4-én a francia nemzetközi Total SE olajtársaság bejelentette, hogy áttekinti a puccs hatásait a belföldi piacra és a projektjeire.
Február 5-én a Kirin Company kilépett a hadsereg által tulajdonolt  Myanma Gazdasági Holdinggal közös tőketársaságból. A Myanmar Brewery tőketársaság többfajta sörmárkát is gyártott, többek között a Myanmar Beert, és 80%-os piaci részesedése volt az országban. A Kirin részesedésének értékét 1,7 milliárd USD-re értékelték.
Február 8-án Lim Kaling, a Razer társalapítója bejelentette, hogy eladja annak a tőketársaságnak a meglévő részesedéseit, melyben egy szingapúri társasággal közösen birtokolják Mianmar legnagyobb dohánykereskedelmi vállalatának, a  Virginia Tobaccónak a 49%-át. A Virginia Tobacco, Mianmar legnagyobb dohánygyára birtokolja a Red Ruby és a Premium Gold márkákat. Aznap este Min Aung Hlaing egy televíziós beszédet tartott, melyben próbálta eloszlatni a külföldi befektetések Mianmar miatti aggodalmait.
Joe Biden amerikai elnök bejelentette, hogy kormánya szankciókat fog életbe léptetni a mianmari puccs katonai kivitelezőivel szemben, február 11-én pedig befagyasztja a kormánynak az Amerikai Egyesült Államokban tartott 1 milliárd idollárját.
Miután a hadsereg több embert lelőtt a tüntetéseken februárban, a Facebook több fiókot felfüggesztett, melyek között ott voltak az új kormány, a Tatmadaw és annak oldalának, a Tatmadaw True News-nak illetve az MRTV-nek a fiókjai, mert ezek olyan oldalakra linkeltek, melyek az erőszakot támogatták. Február 25-én a Facebook a mianmari hadsereg (a Tatmadaw) és a hozzá kapcsolódó összes kereskedelmi egység fiókját blokkolta. A technológiai óriás ezeket a lépéseket az Instagramon is beállította. Más tech vállalatok is követték a példát, a YouTube felfüggesztett több, a kormányhoz köthető csatornát, melyek között ott volt az MRTV és a Myawaddy TV. A TikTok több erőszakos felvételt is letiltott a felületéről.

#### Disszidálások
A tüntetések megindulásának hatására olyan hírek érkeztek a Mianmari Rendőrségtől, hogy egyre többen disszidáltak. 2021. március 5-én 11 tisztviselő lépte át a mianmari-indiai határt, hogy átjussanak Mizoram államba a családjaikkal mivel megtagadták, hogy halálos lőfegyverrel lőjenek a tüntetőkre. A mianmari tisztviselők átírtak Indiába, hogy repatriálják a disszidáló rendőröket, mire a mizoraniak azt írták, hogy az indiai kormány hozza majd meg a végső döntést. Az Assam lövészeknek kiadták, hogy szigorítsák az indiai határ ellenőrzését. Március 10-től lezárták a határt, mivel 48 mianmarti átszökött rajta.

### Nemzetközi

#### Kormányzati válasz

Mélyen elítélik
Semleges álláspont
Nincs hivatalos álláspont

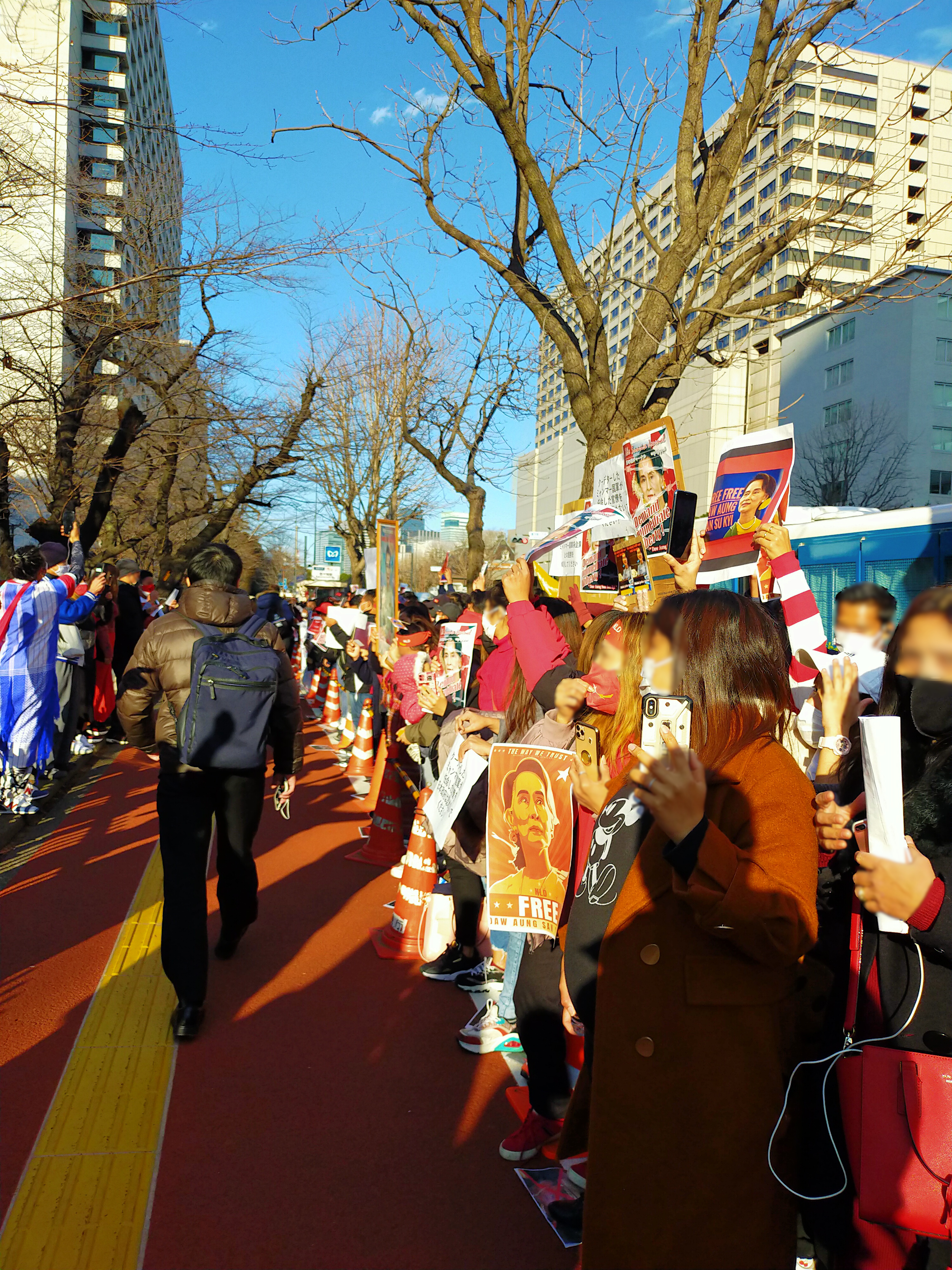
3000 tüntető kéri Aung San Suu Kyi kiszabadítását Japánban Tokió Kasumigasekiben.

Sok ország, többek között Banglades, Kína, India, Indonézia, Japan, Malajzia, Pakisztán, a Fülöp-szigetek, Dél-Korea, és Szingapúr, is aggodalmának adott hangot a puccsal kapcsolatban, melyek közül többen megbeszéléseket szorgalmaztak a kormány és a hadsereg között az ügy megoldása érdekében. Ausztrália, Kanada, Franciaország, Németország, Nepál, Új-Zéland, Dél-Korea, Spanyolország, Svédország, Törökország, az Egyesült Királyság, és az Amerikai Egyesült Államok a maga részéről elítélte a puccsot és a bebörtönzöttek kiszabadítását sürgette. A Fehér Ház hozzátette, hogy szankciókat léptet életbe a puccs szereplőivel szemben. Ennek hatására Biden elnök aláírta a puccs résztvevőivel szemben alkalmazandó szankciókról szóló elnöki rendeletet, melynek értelmében a kormányzat hozzányúlhat a puccs vezetőinek és közeli családtagjainak az üzleti érdekeltségeihez. Biden elnök kijelentette, hogy zárolja Mianmar 1 milliárd USD-s állományát, míg fenntartja az egészségügy, a civil szervezetek és más olyan területek támogatását, melyből a burmai nép közvetlenül profitálhat.
A puccsra válaszul Új-Zéland miniszterelnöke, Jacinda Ardern egy héttel a puccs után bejelentette, hogy az ország felfüggesztette a diplomáciai kapcsolatokat Mianmarral. Új-Zéland kormánya szintén kitiltott több magas rangú katonai vezetőt. Kambodzsa, Thaiföld, és Vietnám nyíltan ellenezte, hogy bármelyik oldal mellé odaálljon, mert szerintük a puccs az ország belügye. 2021. február 9-én Új-Zéland bejelentette, hogy minden magas rangú kapcsolatot megszakít Mianmarral, és a puccs miatt utazási tilalmat léptet életbe a katonai vezetőkkel szemben. 2021. február 25-én Tokió megfontolta, hogy a puccsra válaszul felfüggeszti a mianmari projektjeit. Február 24-én az új külügyminiszter meglátogatta Thaiföldet, és ezzel ez lett a puccs óta az első magas rangú látogatás külföldön. Muhyiddin Yassin maláj miniszterelnök és Joko Widodo indonéz elnök sürgette az ügy megbeszélése miatt az ASEAN külügyminiszteri tanácsának összehívását, mikor  Muhyiddin Dzsakartába látogatott. Márciusban a thai hadsereget azzal vádolták, hogy támogatta a mianmari hadsereget. A thaiok ezt visszautasították.
Kormányközi szervezetek, többek között az Egyesült Nemzetek Szervezete, az ASEAN, és az Európai Unió elégedetlenségének adott hangot, és mindkét felet megbeszélésre ösztönzött. Az Európai Unió ezen felül elítélte a puccsot és a bebörtönzöttek kiszabadítását szorgalmazta.
A puccsra válaszul az ENSZ BT rendkívüli ülést tartott, ahol a britek által megfogalmazott határozatjavaslat sürgette Mianmarban „a demokrácia helyreállítását”, elítélte a mianmari katonai akciókat, és sürgette a foglyok szabadon engedését. A nyilatkozatot nem adták ki, mert nem támogatta mind a 15 résztvevő. Kína és Oroszország diplomatáinak be kell mutatniuk a javaslatot a kormányaiknak. Végül Kína és Oroszország, mind az ENSZ BT két állandó, vétó joggal rendelkező tagja, elutasította a nyilatkozatot. India és Vietnám, a BT két nem állandó tagja szintén „tartózkodásuknak adtak hangot” a határozati javaslattal szemben.
2021. február 26-án a Dél-koreai Nemzetgyűlés olyan határozatot fogadott el, mely szerint elítélik a puccsot. 2021. március 5-én Katsunobu Katō japán kabinetfőtitkár sürgette az Állami Közigazgatási Tanács vezette kormányt, hogy hagyjon fel a halálos lőszerek használatával a tüntetések feloszlatásánál. Vivian Balakrishnan szingapúri külügyminiszter is felszólította a kormányt, hogy ne használjon halálos fegyvereket.
2021. március 12-én a Külügyminisztérium bejelentette, hogy Dél-Korea felfüggeszti Mianmarral a védelmi kapcsolatokat, megtiltja a fegyverek exportját, felfüggeszti több stratégiai eszköz exportját, átgondolja a fejlesztési segélyeket, és olyan humanitárius könnyítéseket tesz Mianmarral szemben, hogy az onnan érkező emberek könnyebben Dél-Koreában maradhassanak egész addig, míg nem javul a helyzet az országban.
2021. március 27-én nyolc ország küldött küldöttséget a mianmari fegyveres erők parádéjára.

#### Tüntetések Mianmaron kívül
Nagyjából 200 mianmari és néhány demokráciapárti thai, mint Parit Chiwarak és Panusaya Sithijirawattanakul tüntetett a puccs ellen a mianmari nagykövetség előtt Thaiföld fővárosában Bangkokban a Sathon úton. A jelentések szerint többen használták a három ujjas köszönés jelzését, ami a 2020-as demokráciapárti thai tüntetéseken is bevett jelképnek számított. A tüntetést a rendőrök szétverték. Két tüntető megsérült, kórházba került, míg két másikat letartóztattak. Mianmari állampolgárok gyűltek össze Japán fővárosában, Tokióban az Egyesült Nemzetek Szervezetének Egyeteme előtt, hogy ők is tüntessenek a puccs ellen. Február 3-án több mint 150 mianmari amerikai tüntetett a washingtoni nagykövetség előtt.
A szingapúri rendőrség február 5-én el akarta tanácsolni azokat a külföldieket, akik Szingapúrban puccsellenes tüntetésen akartak részt venni. 2021. február 14-én a rendőrség három külföldit letartóztatott, akik engedély nélkül tüntettek a mianmari nagykövetség előtt. 2021. márciusban a Makaói Közbiztonsági Rendőrség arra figyelmeztette a mianmariakat, hogy a Makaói Alaptörvény 7. paragrafusa csak a makaóiaknak engedi meg, hogy tüntessenek.

#### Evakuálás
2021. február 4-én a Mianmarban élő vagy dolgozó japánokat a Ranguni Nemzetközi Repülőtérről a puccs február 1-i kitörése után a Narita Nemzetközi Repülőtérre menekítették ki. Február 21-én Tajvan is elkezdte kimenekíteni az onnét Mianmarba költözötteket, ezen kívül azoknak, akik vissza akartak menni, azt tanácsolták, hogy vegyék fel a kapcsolatot a China Airwayszel. Március 7-én Dél-Korea kormánya rendelt egy charter repülőgépet a Korean Airtől, hogy Rangunból Szöulra szállítsa a Mianmarból expatriáltakat. Aznap Indonézia és Szingapúr is sürgette a lakosait, hogy biztonsági okokból amilyen gyorsan lehet, hagyják el az országot. Az egyre növekvő erőszak miatt a brit kormány arra kérte a brit állampolgárokat, hogy mihamarabb hagyják el az ország területét.

#### Figyelmeztetések
2021. március 4-én a szingapúri Külügyminisztérium arra figyelmeztette a Mianmarban élő és dolgozó szingapúriakat, hogy a tüntetők és a rendőrség között növekvő összecsapások miatt amíg lehet, hagyják el az országot  Ezen kívül arra figyelmeztettek, hogy kerüljék a mianmari utakat.